# Lilian Hocknell
Lilian Hocknell (* um 1890 in Liversedge, Yorkshire, England; † 1977 in Molesey, Surrey) war eine britische Illustratorin und Grafikerin.

## Werk
Lilian Hocknell gestaltete hauptberuflich Werbegrafiken und Buchillustrationen. Typisch für ihr Werk sind Zeichnungen von Kindern. Besonders bekannt sind ihre Illustrationen für die Chilprufe Ltd. in den 1920er Jahren. Diese Illustrationen wurden so beliebt, dass Lilian Hocknell eine Publikation mit einigen ihrer für Chilprufe entstandenen Arbeiten herausbrachte. Zudem machte sie mehrere Illustrationen für die britische Eisenbahngesellschaft LNER.
Neben Postern gestaltete sie auch Titelseiten für Magazine, wie beispielsweise die im März 1927 erschienene Ausgabe des Home Magazines, die im November 1936 erschienene Ausgabe des Mother Magazines, die Women's World von Januar 1940 und weitere.
Außerdem soll sie Illustrationen für Kinderbücher geschaffen haben, darunter ein niederländisches Kinderbuch mit dem Titel vacantie-tijd (dt. „Urlaubszeit“). Auch Postkarten wurden von ihr gestaltet.

## Kunden
Hocknells größter Kunde war die Chilprufe Ltd., für die sie insbesondere Werbung für Kinderkleidung illustrierte. Des Weiteren arbeitete sie beispielsweise für die Schuhmarke Clarks, London North Eastern Railway (LNER), Bovril und Woodwards Gripe Water. Für den Verlag Rheintal & Newman illustrierte sie Postkarten.

## Ausgestellte Arbeiten
1926 fand in der Sporting Gallery in London eine Ausstellung mit dem Titel "Lilian Hocknell. Drawings of Children" statt.
1927 waren ihre Plakate in Mannheim bei der wegweisenden Ausstellung "Graphische Werbekunst" zu sehen.
Heute hat das Victoria & Albert Museum sieben von Lilian Hocknells Werken in seiner Sammlung. The Science and Society Picture Library besitzt zwei Farbprints von Hocknells Werbeplakaten für LNER. Des Weiteren befinden sich zwei Plakate, die Hocknell für "Chilprufe" gestaltete, in der Sammlung des National Maritime Museum in Greenwich, London.